# ذي أسوسياشن (فرقة)
ذي اسوسياشن (بالإنجليزية: The Association)‏ فريق أمريكي لموسيقى السان شاين بوب من ولاية كاليفورنيا. خلال أواخر الستينيات، حقق الفريق العديد من الأغاني الناجحة في الجزء العلوي من قوائم بيلبورد أو بالقرب منها، من أشهر أغانيه:
وندي Windy
نعتز به Cherish
ابدا ياحبيبي Never My Love
إلى جواري تأتي ماري Along Comes Mary
كان الفريق رائد في عام 1967 مهرجان مونتيري بوب. الفريق معروف بالتناغمات الصوتية المعقدة من المطربين المتعددين

## وصلات خارجية
- Official Website of The Association
- Official Facebook page of The Association
- Larry Ramos Facebook page
- "The Association" Vocal Group Hall of Fame Page
- Cite from Fred Bronson, The Billboard Book of Number One Hits, Billboard, 1988
- Liner notes for Birthday by Richie Unterberger
- Special Radio Show tribute to Curt Boettcher
- "ذي أسوسياشن" (مقابلة). Pop Chronicles (en; ja). 1969.
- The Association 'Cherish'